# Images (Klavierstücke)

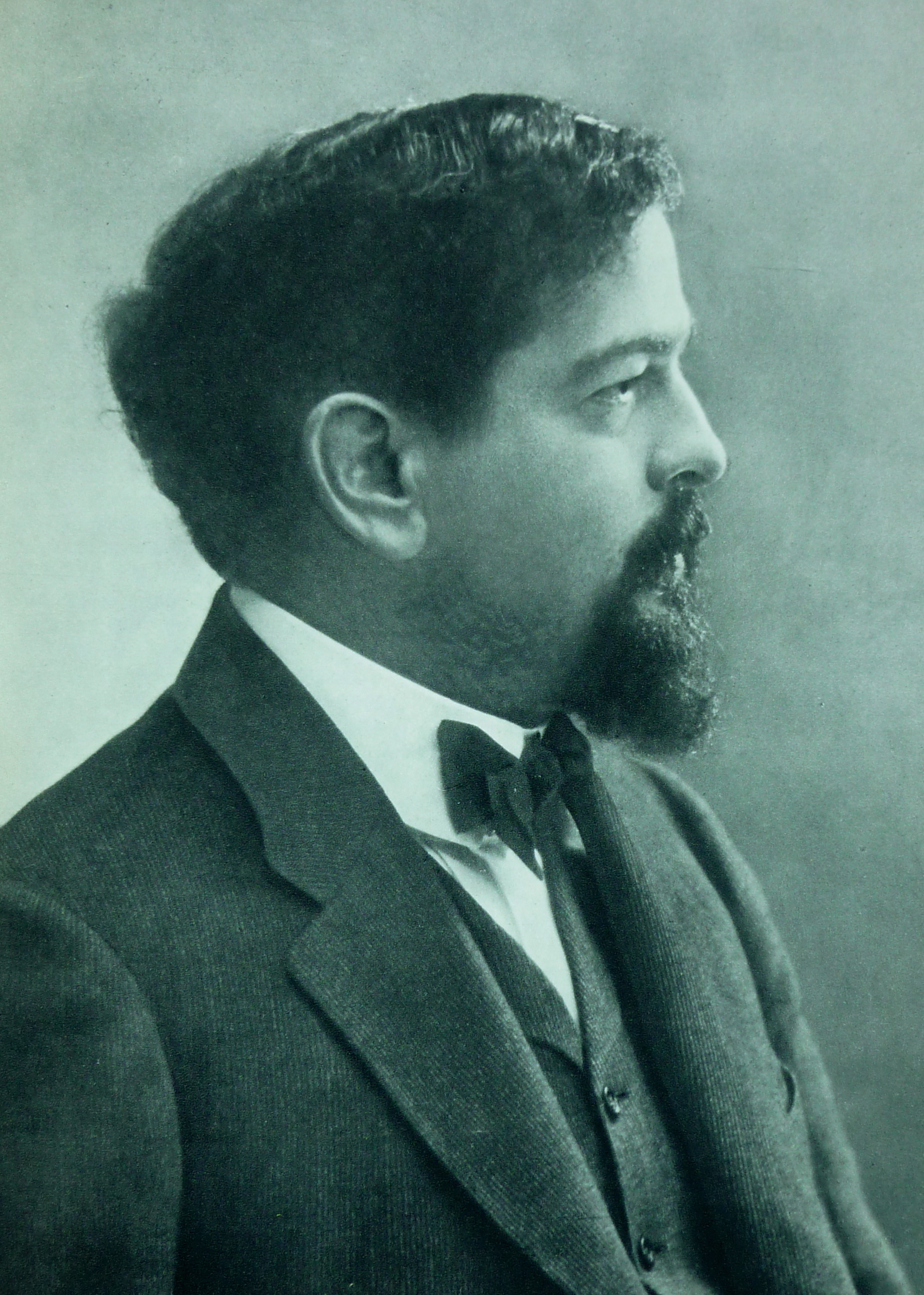
Claude Debussy, ca. 1908 (Foto von Nadar)

Images (deutsch „Bilder“) ist eine Sammlung von Klavierstücken des französischen Komponisten Claude Debussy. Sie entstand zwischen 1904 und 1907 in zwei Folgen zu je drei Kompositionen. Mit dem Werk erreichte sein impressionistischer Stil eine weitere Entwicklungsstufe und erschloss dem Klavier neue Klangfarben und Ausdrucksmöglichkeiten. Die Sparsamkeit der Mittel ist dabei ebenso auffällig wie die Liebe zum Detail und die Geschmeidigkeit des Klaviersatzes. Die beiden Zyklen vollführen eine Kreisbewegung, indem das Finale wie das erste Stück sich in tonmalerischer Weise auf das Wasser beziehen.

## Inhalt

### Images I
Das erste, wohl populärste Stück der Sammlung „Reflets dans l’eau“ in Des-Dur (Andantino molto, 4/8) malt die titelgebenden Lichtreflexionen auf dem Wasser musikalisch aus. Es hebt langsam mit einem einfachen, nur aus drei Tönen (as – f – es) bestehenden, abwärts fallenden Motiv der linken Hand an, das von auf- und absteigenden, farbigen Akkorden der rechten Hand umspielt wird, welche die Lichtreflexe auf der bewegten Wasseroberfläche andeuten. So mischen sich die Eindrücke von Licht und Wasser, während brillante, mit der rechten Hand gespielte, hochpeitschende Wellenfiguren die Szenerie ergänzen. Das zentrale Dreitonmotiv ist über die Länge der Komposition in unterschiedlichen Lagen zu hören und wird dabei von häufig wechselnden Harmonien untermalt, ein Verfahren, das typisch für den mittleren und späten Stil Debussys ist. Auf diese Weise verselbständigt sich der diatonische Tonvorrat und wird in immer neuen Gruppierungen dargeboten.
Das zweite Stück „Hommage à Rameau“ (Lent e grave, 3/2) in gis-Moll ist im Stil einer Sarabande komponiert, wenn auch ohne ihre Strenge. Es huldigt dem französischen Komponisten und Musiktheoretiker Jean-Philippe Rameau.
Das dritte Stück, „Mouvement“ (Animé; 2/4) in C-Dur soll mit „phantastischer, aber präziser Leichtigkeit“ vorgetragen werden und erinnert an eine Etüde. Ein scharf konturiertes Quintmotiv C-G der linken Hand leitet eine fortlaufende Triolenbewegung der rechten Hand ein. Später wechselt das Verhältnis, indem die rechte Hand die Quinten, die linke die Triolen übernimmt, bis beide Hände sich in virtuoser Bewegung verschränken. Das enge Zusammenspiel der Hände, die ineinander greifen müssen, ist eine von Debussys Eigenarten, die dem Stück den Charakter eines Bravourstücks geben. Debussys Vorliebe für den musikalisch engen Satz kommt in dem verdichteten Höhepunkt zum Ausdruck, wo es auf einem übermäßigen C-Dur-Dreiklang zum ungewöhnlichen dynamischen Höhepunkt in forte fortissimo kommt. Die Gattung des pianistischen Perpetuum mobile, motorische, pianistisch anspruchsvolle Stücke, wurden später mit Bartóks Allegro barbaro oder Prokofjews Toccata weitergeführt. 

### Images II

Poissons d'or (Anfang)

Die erneut dreiteilige Sammlung beginnt mit den „Cloches à travers les feuilles“ (Durch Laub hindurch klingende Glocken) (Lent, 4/4), ein Stück, das mehrere Klänge vereint oder gegenüberstellt: den Ton der Kirchenglocken und das leise Rauschen fallender oder das Rascheln am Boden liegender Blätter. Neben dem Läuten aus der Ferne vernimmt man exotische Klänge, die an die Pentatonik der Gamelanmusik erinnern, die Debussy Jahre zuvor gehört hatte.
Mit dem zweiten, melancholischen Stück „Et la lune descend sur le temple qui fut“ (Und der Mond senkt sich über den vergangenen Tempel) (Lent, 4/4) in e-Moll greift Debussy ein Motiv seines Freundes Louis Laloy auf, einem Kritiker und Musikschriftsteller. Er geht über die romantisch-schwärmerische Vorlage hinaus und dringt in Bereiche räumlichen und zeitlichen Fernwehs vor, indem die Ruine zum beschworenen Symbol einer großen Vergangenheit wird. Ein zweites, pentatonisches Thema wird von einer dorischen Triolenmelodie überlagert.
„Poissons d’or“ (Goldfische) (Animé, 3/4) in Fis-Dur ist eine schillernd-virtuose Apotheose des Wassers als ständig sich wandelndem Urstoff. Debussy widmete es dem spanischen Avantgarde-Pianisten Ricardo Viñes, der zahlreiche Werke des Komponisten uraufführte. Spätestens in der Mitte des Stücks schwindet die Assoziation mit einer japanischen Lackmalerei, die den Komponisten inspiriert haben soll. Im Bass setzt ein tappendes Oktavthema ein, das sich nach oben arbeitet und das Wasser in wilde Bewegungen versetzt. Den wechselhaften Charakter des Elements veranschaulicht Debussy durch überraschende Dur-Moll-Wechsel.

## Hintergrund und Rezeption
Auf die in ihrer Verdichtung neuartige Sprache ist mehrfach hingewiesen worden. Der komprimierte Stil und die Kürze beeinträchtigen nicht die Sensibilität der Empfindungen und die Farbigkeit, die seine früheren Werke charakterisierten. In der bestimmten, endgültigen Form wirke die Komposition gleichsam klassisch. 
1905 schrieb Debussy seinem Verleger Jacques Durand, bewertete dabei seine eigenen Stücke und wies auf ihre Qualität hin: Ohne eitel zu sein glaube er sagen zu können, dass sein Zyklus gelungen sei und in der Klavierliteratur einen Platz einnehmen werde „zur Linken Schumanns und zur Rechten Chopins...“
Die Stücke überzeugen durch ihren souveränen, teils außergewöhnlichen Klaviersatz. An dem Notenbild, das sich bisweilen auf drei Systeme erstreckt, und dem hohen pianistischen Anspruch ist das Vorbild Franz Liszt zu erkennen.
Debussys Idee, ein ganzes Stück aus einer einfachen Keimzelle, einem Kernmotiv abzuleiten, wie den drei Tönen des ersten Stücks, hatte sich schon in den Pagodes der Estampes von 1903 gezeigt, in dem er Eindrücke der Gamelanmusik Javas verarbeitet hatte. Hier nun verwirklicht er es konsequent. In der Rameau-Hommage offenbart Debussy sein langjähriges Interesse für vorklassische Tanzformen, die sich auch im zweiten Stück – ebenfalls eine Sarabande – der wirkungsvollen Sammlung Pour le piano niedergeschlagen hatte, eine Komposition, deren Entstehung sich auf die Zeit von 1894 bis 1901 erstreckte. Die traditionellen Tanzformen belebt Debussy mit neuen Klang- und Satzmitteln. 
Von den sechs Stücken sollte sich das erste als wirkungsvollstes und populärstes erweisen. Nach Ravels’ 1901 komponierten Jeux d’eau greift es – ebenso wie das letzte Stück der Sammlung – die im Impressionismus beliebte Wasserthematik auf und setzt sie musikalisch um. Die Klänge des Stücks erinnerten Alfred Cortot an einen Faun, der hier, wie im berühmten Prélude à l’après-midi d’un faune, tanzt und schmachtet.

## Interpretation
Die Images sind von zahlreichen Pianisten interpretiert worden. Nach wie vor gilt die (1962 in Turin filmisch dokumentierte) Interpretation des italienischen Pianisten Arturo Benedetti Michelangeli als so herausragend, dass der Aufnahme Referenzcharakter zuerkannt wird. Für Joachim Kaiser gab es weltweit keinen Künstler des Klaviers, der es sich um reiner Schönheit willen so schwer machte wie Michelangeli. Seine Skrupelhaftigkeit, sein Misstrauen gegenüber der eigenen Leistung seien ungeheuerlich gewesen. Um das Klavier zum Instrument reinen Wohlklangs zu erheben, habe er sich den Gipfel der Vollkommenheit in jahrzehntelanger Mühe erarbeitet. Die Images spiele er mit vollendeter Anschlagskultur. Schon während der ersten zehn Takte der Reflets dans l’eau ereigne sich musikalisch und pianistisch unendlich mehr als in einer von ihm interpretierten Beethoven-Sonate. Unter seinen Händen blühe der Flügel auf, das Rubato atme, wirke aber nicht forciert und die Obertöne leuchteten. Die beängstigende Nuancenfülle verkomme bei ihm nicht zum Selbstzweck.